# Ingemar von Heijne
Ingemar David Bengtsson von Heijne, född 23 juli 1930 i Engelbrekts församling, Stockholm, död 17 mars 2023 i Djursholm, Stockholms län, var en svensk musikradioproducent och musiker.

## Biografi
von Heijne studerade vid Uppsala universitet, där han blev filosofie kandidat 1953, och anställdes sedan vid Sveriges Radio 1954. Han blev en välbekant radioröst i Sveriges Radio P2. I mängder av musikradioserier presenterade han musik av bland andra Bach och Mozart. Han verkade också som körledare i Djursholms kapell. Han invaldes 1991 som ledamot nr 870 av Kungliga Musikaliska Akademien.
År 2022 tilldelades han Kungl. Musikaliska Akademiens främsta utmärkelse – medaljen för tonkonstens främjande. KMA:s motivering: "Från tidig ungdom till pensioneringen var von Heijne anställd vid Sveriges Radio och han bidrog där i olika roller till att utveckla såväl musikjournalistiken och programutbudet, som musikradions räckvidd. Som programledare har han med sin omisskännliga berättarröst, knastriga humor och precisa ordval väglett flera generationer P2-lyssnare i mötet med klassisk musik. Också i skrifter och läromedel, genom föreläsningar och i det egna musicerandet har han generöst öst ur sin kunskaps djupa brunn. Ständigt lika nyfiken och ivrig att dela sina lärdomar med andra räknas Ingemar von Heijne tveklöst bland vårt lands främsta folkbildare inom den klassiska musiken".
Ingemar von Heijne var son till bankdirektören Bengt von Heijne och dennes hustru Margareta, född Öhman. Han var gift med Ingrid von Heijne, född Wetterqvist, samt far till Claes von Heijne, Thomas von Heijne, Erland von Heijne samt Cecilia von Heijne.

## Utmärkelser
- Sveriges Radios språkpris 1987
- Illis quorum 1995
- Medaljen för tonkonstens främjande 2022 [7]